# Phénix-Klasse
Die Phénix-Klasse war eine geplante Schiffsklasse von 13 dieselelektrisch angetriebenen Hochsee-U-Booten der Französischen Marine aus der Zeit des Zweiten Weltkrieges. Infolge der Kriegsereignisse wurde jedoch mit dem Bau dieser U-Boote nicht mehr begonnen. 
Der ab 1939/40 geplante Entwurf, welcher vorzugsweise für den Einsatz in den Tropen vorgesehen war, stellte eine vergrößerte Version der Boote der Aurore-Klasse da. Aufgrund des Kriegsverlaufes kam das Projekt jedoch nicht über das Planungsstadium hinaus; nach Kriegsende 1945 wurde das Projekt nicht mehr aufgenommen. Keines der Boote wurde mehr auf Kiel gelegt und alle weiterführenden Planungen wurden im Juni 1940 beziehungsweise nach der Niederlage Frankreichs im Sommer 1940 eingestellt.
Die vorgesehenen Schiffsnamen für die 13 Boote waren Brumaire, Floréal, Frimaire, Fructidor, Germinal, Messidor, Nivôse, Phénix (Typboot), Pluviôse, Prairial, Thermidor, Vendémiaire und Ventôse.